# Climate Pledge Arena
Climate Pledge Arena, bývalým názvem Key Arena, je víceúčelová hala, která stojí v městě Seattle v státě Washington v USA. Je hlavním domovským stánkem týmu NHL Seattle Kraken. V letech 2018 až 2021 prošla rozsáhlou rekonstrukcí a modernizací. Spolu s objekty Space Needle, Seattle Center Monorail, nebo Museum of Pop Culture patří k hlavním objektům centra Seattlu.

## Historie
Výstavba haly začala v roce 1960 s cílem vybudování stánku pro Světovou výstavu 1962, což se v roce 1962 podařilo. V roce 1964 proběhla rekonstrukce a stadion se stal sportovním a společenským centrem s názvem Washington State Coliseum. 
V roce 1967 si arénu jako domovský stánek vybral tým NBA Seattle SuperSonics a s přestávkami tato spolupráce trvala až do roku 2008.  
Modernizace v letech 1994–95 stála město Seattle $74,5 milionů a tým NBA Seattle SuperSonics přispěl sumou $21 milionů. V dubnu 1995 město prodalo práva na pojmenování arény v hodnotě 15,1 milionů dolarů, společnosti KeyCorp, mateřské firmy KeyBank
Ještě před schválením přijetí klubu Seattle Kraken do NHL v prosinci 2018 začala největší rekonstrukce a modernizace arény, která trvala do roku 2021. 
V roce 2020 firma Amazon zakoupila práva na pojmenování stadionu a dala aréně nový název Climate Pledge Arena. Climate Pledge je iniciativou Amazonu směrem k snížení uhlíkových emisí do roku 2040.

## Zajímavosti
Většina diváckých míst se nachází v podzemí. Na stadionu se nachází několik restaurací, které využívají bezkontaktní platební systém Amazon One, založený na otiscích dlaní. Napojení na veřejnou dopravu je přes monorail. Součástí areálu jsou tři parkovací domy s celkovou kapacitou 2944 parkovacích míst.